# 禾本珠彩
禾本 珠彩（のぎもと じゅい、2010年9月17日 - ）は、日本のファッションモデル、女優。スターダストプロモーション所属。

## 出演

### 映画
- 猫は抱くもの（2018年6月、キノフィルムズ） - 沙織（幼少期) 役

### ドラマ
- 呪怨: 呪いの家（2020年7月3日、Netflix） - 小田島一葉　役
- 空白を満たしなさい 第2話・第3話・第5話（2022年7月2日・16日・30日、NHK総合） - 野本こいし 役
- 不適切にもほどがある! 第1話・第4話（2024年1月26日・2月16日、TBS） - 上野静香 役

### ミュージカル
- アナと雪の女王（2021年7月） - ヤングエルサ役
- クリスマスワンダーランド（2019年12月）
- 王様と私（2019年）
- くまのがっこう（2019年）- ジャッキー役
- エビータ（2018年）
- レ・ミゼラブル（2017年） - リトルコゼット　役
- brilliance

### CM
- maxell「ブランドムービー」- 娘アヤ　役
- 吉野石膏「タイガーハイクリンボード　タンス編」
- 「SUBARUアイサイト 街行く人々篇」
- 住友林業
- 榮伸ランドセル
- 一条公務店

### 雑誌
- キラピチ（2021年6月号-）